# كاري هولت
كاري هولت (بالنرويجية البوكمول: Kåre Holt)‏ هو كاتب وكاتب للأطفال ومؤلف وشاعر نرويجي، ولد في 27 أكتوبر 1916 في Våle ‏ في النرويج، وتوفي في 15 مارس 1997 في هولمستراند في النرويج.